# Bitka pri Trentonu

Bitka pri Trentonu se je odvila 26. decembra 1776 v Trentonu v New Jerseyju. Bila je del ameriške vojne za neodvisnost. George Washington je vodil kontinentalno vojsko proti hessijskim najemnikom v Trentonu. Američani so zmagali v bitki, potem ko je Washington prečkal reko Delaware.